# 프로콜로포니드
프로콜로포니드(Procolophonidae)는 페름기 후기부터 트라이아스기 후기까지 살았던 육지 파충류의 과이다. 납작한 도마뱀 모양을 닮았으나 도마뱀은 아니며, 트라이아스기 후기에 멸종하였다.
2008년의 연구 결과에 따르면 일부 프로콜로포니드 종이 남극에서 살았던 것으로 보이며, 이는 남극에서 서식하였던 최초의 네발동물 중 하나이다.